# Вайнгорт, Владимир Леонтьевич
Вайнгорт Владимир Леонтьевич (10 ноября, 1938, поселок Новые-Санжары Полтавской области УССР) — доктор экономических наук, публицист, общественный деятель. Проживает в Эстонии с 1961 года, куда был направлен после окончания Полтавского строительного института (поступил в 1956 году) в качестве инженера на строительство прибалтийской ГРЭС (г. Нарва), где проработал до 1964 года.
С 1964 года до 1968 года — заместитель заведующего ЦК ЛКСМ Эстонии (г. Таллин). После 1968 года — административная карьера в сфере строительства: главный инженер Стройправления, заместитель начальника главка в аппарате министерство строительства эстонской ССР, заместитель управляющего трестом «Промкомплект», начальник центра управления строительством (отраслевое НИИ), заместитель министра строительства Эстонии СССР, заместитель председателя Госстроя ЭССР, после отделения Эстонии от СССР с 1991 года — Вице — канцлер министерство экономики эстонской республики, заместитель начальника строительного департамента министерства окружающей среды, член правления — научный руководитель консалтинговой фирмы «Кардис». А также одновременно занимал должности представителя совета объединения «Эстонский Реставратор» председатель совета объединения Эстонских реставраторов, члена правлений ряда производственных и научно-исследовательских организаций.

## Журналистика
В 1963 году поступил и в 1968 году закончил (без отрыва от административной деятельности) Ленинградский университет (факультет журналистики). Постоянно публиковался в газетах «Молодежь Эстонии» и «Эстония», журнале «Аврора» (Ленинград) и в ряде других, центральных для СССР, газетах и журналах по социально-экономической тематике. После 1991 года ведет постоянную рубрику в еженедельнике «Деловые ведомости» (Таллинн), а после 2000 года в газете «МК — Эстония» (Таллинн). Комментатор в телепрограммах «Первого — Балтийского канала».

## ЭССР
С 1970 года ведет научную деятельность в области экономики строительства. Защитил кандидатскую, а затем докторскую диссертации по экономико-математическим методам управления строительством (ориентированным на переход строительной отрасли к рыночным условиям хозяйствования). Опубликовал стати в журналах: «Экономика строительства» (Москва), « Бюллетень строительной техники» (Москва) — в котором стал членом редакционной коллегии, а также автор монографий «Стройиздат» (Москва), Издательство НИИ строительства (Таллинн). Руководил созданием АСУ строительством Минстроя ЭССР.

## Современная сфера деятельности
После 1991 года в круге научных интересов Владимира Вайнгорта: налоговая система (член совета Союза налогоплательщиков Эстонии); урбанистика; сохранение и реставрация культурного наследия, а также социально-экономические проблемы стран «догоняющего развития» (на основе исследований, проводимых в Эстонии). По всем этим направлениям сделаны доклады на международных конференциях: в СПБ университете, высшей школе экономики (СПБ отделение), Российской академии народного хозяйства и государственной службы (СПБ отделение, где Вайнгорт постоянный член оргкомитета конференций по экономическим наукам) и в ряде других научных и учебных структур.

## Публикации
- Совершенствование методов формирования текущих планов материального обеспечения, согласованных с планами строительно-монтажных работ, в республиканском строительном министерстве [Текст] : Автореф. дис. на соиск. учен. степ. канд. экон. наук : (08.00.05) / НИИ экономики стр-ва. — Москва : [б. и.], 1978.
- Сбалансированное планирование в строительных организациях / В. Л. Вайнгорт, Л. Г. Голуб. — М. : Стройиздат, 1985.
- Снижение материальных затрат в строительстве / В. Л. Вайнгорт. — М. : Стройиздат, 1989.
- Управление материальными ресурсами регионального строительного комплекса в условиях перехода отрасли на рыночные отношения : На опыте Эстонской ССР : диссертация … доктора экономических наук в форме научного доклада : 08.00.05. — Москва, 1990. — 61 с.
- «Пустая затея» — kardis.ee (2021-07-28)
- «В нашей политике слева пустота» — kardis.ee (2021-08-04)